# Loud
Loud är Rihannas femte studioalbum, utgivet den 17 november 2010 i Sverige. Albumet släpptes både i en standardutgåva och en deluxeutgåva.

## Låtlista
1. S&M – 4:04 (Ester Dean, Sandy Wilhelm, Mikkel Eriksen och Tor Hermansen)
2. What's My Name med Drake – 4:24 (Ester Dean, Mikkel Eriksen, Tracy Hale och Tor Hermansen)
3. Cheers (Drink To That) – 4:22 (Stacey Barthe, L. Pergolizzi, C. Ivery, Corey Gibson, Andrew Harr, Jermaine Jackson, Avril Lavigne, Lauren Christy, Graham Edwards och Scott Spock)
4. Fading – 3:20 (Ester Dean och Jamal Jones)
5. Only Girl (In the World) – 3:55 (Crystal Johnson, Mikkel Eriksen, Tor Hermansen och Sandy Wilhelm)
6. California King Bed – 4:12 (Harn, Jermaine Jackson, Priscilla Renea och A. Delicata)
7. Man Down – 4:27 S. Joseph, T. Thomas, T. Thomas och Shontelle Layne)
8. Raining Men med Nicki Minaj – 3:45 (M. Hough II, R. Wouter, T. Thomas, T. Thomas och Onika Maraj)
9. Complicated – 4:18 (Christopher Stewart och Ester Dean)
10. Skin – 5:04 (Kenneth Coby och U. Yancy)
11. Love The Way You Lie Part 2 med Eminem – 4:56 (Alexander Grant, H. Hafferman och Eminem)
12. Love The Way You Lie Part 2 (Piano version utan Eminem) (endast bonuslåt på iTunes) - 4:09 (Alexander Grant, H. Hafferman och Eminem)
13. Only Girl (In The World) (Musikvideo) (endast bonus på iTunes) - 4:15
14. Only Girl (In The World) (Mixin Marc & Tony Svejda Mix Show Edit) (endast bonuslåt på iTunes gäller endast via förbokning av albumet) - 4:10

## Singlar
- Only Girl (In the World) (Släpptes 13 september 2010)
- What's My Name? med Drake (Släpptes 29 oktober 2010)
- Raining Men med Nicki Minaj (Släpptes 7 december 2010)
- S&M (Släpptes 25 januari 2011)
- California King Bed (Släpptes 13 maj 2011)
- Man Down (Släpptes 11 juni 2011)
- Cheers (Drink To That) (Släpptes 2 augusti 2011)